# Vernaya meiguites
Vernaya meiguites є нещодавно описаним видом гризунів родини Muridae, який походить з Китаю.